# Giorgio Scerbanenco
Giorgio Scerbanenco, s pravim imenom Volodimir Šerbanenko (ukrajinsko Володимир Щербаненко, rusko Bладимир Щербаненко, latinizirano: Vladimir Shcherbanenko), italijanski pisatelj, novinar in scenarist ukrajinskih korenin.

## Življenje in delo
Rojen je bil v Kijevu, ki je bil tedaj del Ruskega imperija (oče je bil ukrajinec, mati pa italijanka). Že v zgodnji mladosti sta se z materjo preselila v Rim, ko je bil Volodimir star šestnajst let, pa v Milano.
Sprva je delal kot svobodni pisec za številne italijanske časopise in revije, med njimi: L'Ambrosiano, la Gazzetta del Popolo, il Resto del Carlino, Il Corriere della Sera, tudi za Anna Bella, preden je postal pisatelj.
Njegove prve leposlovna dela so bili detektivski romani, ki so se dogajali v ZDA, napisani pod vplivom Edgarja Wallaceja in drugih avtorjev, ki jih je podpisoval z angleškim psevdonimom.
Septembra 1943 se je ob kapitulaciji Italije skupaj s časopisno redakcijo umaknil v Švico, iz katere se je vrnil ob koncu druge svetovne vojne. 
Kljub temu, da je pisal v več literarnih žanrih, je v Italiji najbolj znan po svojih kriminalnih in detektivskih romanih, po katerih so bili posneti številni italijanski filmi. Mednje sodi tudi serija romanov z glavnim junakom Ducom Lambertijem, zdravnikom, ki je zaradi opravljene evtanazije izgubil zdravniško licenco in je postal detektiv: Venere privata (Zasebna Venera) 1966, Traditori di tutti (Izdajalci vseh), 1966; I ragazzi del massacro (Fantje pokola) 1968; I milanesi ammazzano al sabato (Milančani morijo v soboto) 1969, pa tudi "Sei giorni di preavviso" (Šest dni opozorila), njegov prvi obširnejši roman.
Poleg v Milanu je dlje časa živel tudi v Lignano Sabbiadoro, turističnem naselju na Jadranu, v Furlaniji Julijski krajini, kjer zaradi donacije hčerke hranijo tudi njegov osebni arhiv.
Umrl je zaradi srčnega napada v Milanu 27. oktobra 1969.

## Pisateljski profil in slog
Scerbanenco je bil krhka in sramežljiva oseba, njegov slog pa je bil opazen po realističnem načinu, s katerim opisuje tudi nemoč in obup šibkih ljudi, ki so bili pogosto žrtve nasilja. Njegovo upodobitev ženskih likov je temeljila na njegovih dolgoletnih izkušnjah z odgovarjanjem na pisma bralk ženskih revij. Njegov izrazit in pretiran protikomunizem je izviral iz travme ob izgubi očeta med rusko revolucijo, iz izkušnje izgnanstva ter skromnega življenja v Rimu, ki je sledilo.
Ta nenavadna lastnost je pripomogla k njegovi priljubljenosti med italijanskimi reveži, delavci ter meščani nižjega socialnega sloja, ki so se počutili ogrožene v svojih družbenih predsodkih, vendar mu je hkrati preprečevala večji uspeh med kritiki v Italiji. Mednarodni literarni kritiki, zlasti v Franciji, so ta vidik njegovega sloga spregledali in ga hvalili, medtem ko je doma večinoma veljal zgolj za žanrskega pisatelja.
Dogajanje v njegovih najbolj znanih delih je večinoma osredotočeno na Milano, le redko, če sploh kdaj, opisuje druga mesta in regije Italije, hkrati pa izkazuje svojo naklonjenost in spoštovanje Milana, Lombardije in njunih prebivalcev, kar je le redko pri drugih italijanskih pisateljih. Med tem, ko obsoja zlo divjega potrošništva, ki se je v Italiji uveljavljalo od 60-ih let preteklega stoletja, ima Scerbanenco vedno toplo besedo za tihe, mirne in delovne Milančane.

## Dela

### Romani
Zbirka Duca Lamberti
- Venere privata (Zasebna Venera), Garzanti, 1966
- Traditori di tutti (Izdajalci vseh), Garzanti, 1966
- I ragazzi del massacro (Fantje pokola), Garzanti, 1968
- I milanesi ammazzano al sabato (Milančani morijo v soboto), Garzanti, 1969

Zbirka Arthur Jelling
- Sei giorni di preavviso (Šest dni opozorila), Mondadori 1940
- La bambola cieca, Mondadori 1941
- Nessuno è colpevole, Mondadori 1941
- L'antro dei filosofi, Mondadori, 1942
- Il cane che parla, Mondadori 1942
- Lo scandalo dell'osservatorio astronomico, inedito, 1943

Švicarski obdobje
- Il mestiere di uomo, 1944
- Annalisa e il passaggio a livello, Tecla e Rosellina, C. Scerbanenco, 1944
- Il cavallo venduto, Rizzoli 1963
- Lupa in convento, Garzanti 1999
- Non rimanere soli, 1945
- Luna di miele, Baldini & Castoldi, 1945
- Patria mia, 1945

Zbirka New Mexico
- Il grande incanto, Rizzoli, 1948
- La mia ragazza di Magdalena, Rizzoli, 1949
- Luna messicana, Rizzoli, 1949
- Innamorati, Rizzoli, 1951

Drugi romani
- Gli uomini in grigio, 1935
- Il terzo amore, Rizzoli, 1938
- Il paese senza cielo, 1939
- L'amore torna sempre, Sacse, 1941
- Oltre la felicità, Sacse, 1941
- Quattro cuori nel buio, Sacse, 1941
- È passata un'illusione, Sacse, 1941
- Cinema fra le donne, 1942
- Fine del mondo, 1942
- Infedeli innamorati, 1942
- Cinque in bicicletta, Mondadori, 1943
- Il bosco dell'inquietudine, Ultra, 1943
- Si vive bene in due, Mondadori, 1943
- La notte è buia, Mondadori, 1943
- L'isola degli idealisti, Perduto, 1942
- Viaggio in Persia, Perduto, 1942
- Annalisa e il passaggio a livello, 1944; Sellerio 2007
- Ogni donna è ferita, Rizzoli, 1947
- Quando ameremo un angelo, Rizzoli, 1948
- La sposa del falco, Rizzoli, 1949
- Anime senza cielo, Rizzoli, 1950
- I giorni contati, Rizzoli, 1952
- Il fiume verde, Rizzoli, 1952
- Il nostro volo è breve, Rizzoli, 1951
- Amata fino all'alba, Rizzoli, 1953
- Appuntamento a Trieste, Rizzoli, 1953
- Desidero soltanto, Rizzoli 1953
- Uomini e colombe, Rizzoli, 1954
- La mano nuda, Rizzoli, 1954
- Johanna della foresta, Rizzoli, 1955
- Mio adorato nessuno, Rizzoli, 1955
- I diecimila angeli, Rizzoli, 1956
- La ragazza dell'addio, Rizzoli, 1956
- Via dei poveri amori, Rizzoli, 1956
- Cristina che non visse, Rizzoli, 1957
- Elsa e l'ultimo uomo, Rizzoli, 1958
- Il tramonto è domani, Rizzoli, 1958
- Noi due e nient'altro, Rizzoli, 1959
- Viaggio di nozze in grigio, Rizzoli, 1961
- Europa molto amore, Annabella, 1961; Garzanti, 1966
- La sabbia non ricorda, Rizzoli, 1963
- Al mare con la ragazza, Garzanti, 1965
- L'anaconda, La Tribuna, 1967
- Al servizio di chi mi vuole, Longanesi, 1970
- Le principesse di Acapulco, Garzanti, 1970
- Le spie non devono amare, Garzanti, 1971
- Ladro contro assassino, Garzanti, 1971
- Né sempre né mai, Sonzogno, 1974
- Dove il sole non sorge mai, Garzanti, 1975
- Romanzo rosa, Rizzoli, 1985

## Filmske in televizijske adaptacije literarnih del
- Ragazzi del massacro, režija Fernando Di Leo (1969)
- Cran d'arrêt, režija Yves Boisset (1970)
- La morte risale a ieri sera, režija Duccio Tessari (1970)
- Milano calibro 9, režija Fernando Di Leo (1972)
- La mala ordina, režija Fernando Di Leo (1972)
- L'assassino ad uccidere ancora, režija Luigi Cozzi (1975)
- Liberi armati pericolosi, režija Romolo Guerrieri (1976)
- Quattro delitti (TV film), režija Alberto Siron, Gian Pietro Calasso in Vittorio Melloni (1979)
- La ragazza dell'addio (TV film), režija Daniele D'Anza (1984)
- Appuntamento a Trieste (TV serija), režija Bruno Mattei (1989)
- L'uomo che non voleva morire (TV film), režija Lamberto Bava (1989)
- Spara che ti passa, režija Carlos Saura (1993)
- Occhio di falco - TV serija, režija Vittorio De Sisti (1996)

## Poimenovanja
- Asteroid 49441 Scerbanenco, ki so ga leta 1998 odkrili astronomi observatorija San Vittore, so poimenovali po njem. Uradno poimenovanje je objavilo Središče za male planete 31. marca 2018 (M.P.C. 109632)
- Nagrada Giorgio Scerbanenco (it: Premio Giorgio Scerbanenco) je literarna nagrada, ki jo od leta 1993 podeljujejo italijanskim avtorjem najboljših kriminalk in grozljivk[6]